# 勝山左義長

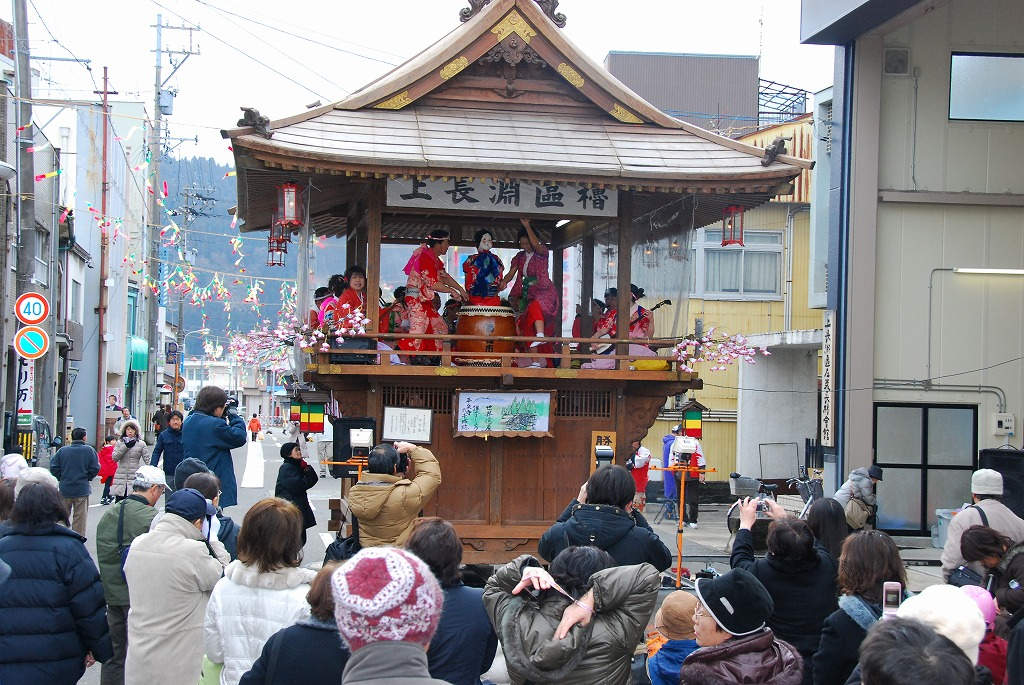
左義長ばやし

勝山左義長（かつやまさぎちょう）は、福井県勝山市で毎年2月の最終土日に行われている左義長であり、福井県を代表する祭りである。2008年（平成20年）2月22日に福井県の無形民俗文化財に指定された。地元勝山市ではさぎっちょと呼ばれ、勝山左義長まつり実行委員会では勝山左義長まつりと呼ばれる。

## 概要
勝山市内では最大の祭りである。「お囃子」「絵行燈」「作り物」「押し絵」「色短冊」などが行われる。江戸時代には旧暦の正月14日・15日に行われており、明治以降は新暦の2月14日・15日になったが、その後雪の影響で、降雪量の少なくなる2月24日・25日になり、1982年（昭和57年）から現在のようになった。

### 起源
古来より全国で行われている左義長だが、勝山市では小笠原氏が越前勝山藩に入封された1691年より盛んに行われた、と小笠原氏入封300年を記念したイベントからいわれ始めた。しかし、1603年（慶長8年）の文献には既に左義長についての記述がされている。

### 勝山左義長の行われている地区
旧勝山町の、上袋田区、下袋田区、上郡区、上後区、中後区、下後区、上長渕区、下長渕区、富田区、沢区、芳野区、立川区、元町2丁目区の13地区が行い、そのうち富田区を除く12地区が高さ約6mの櫓（やぐら）を建てて行う。

### まつりの概要

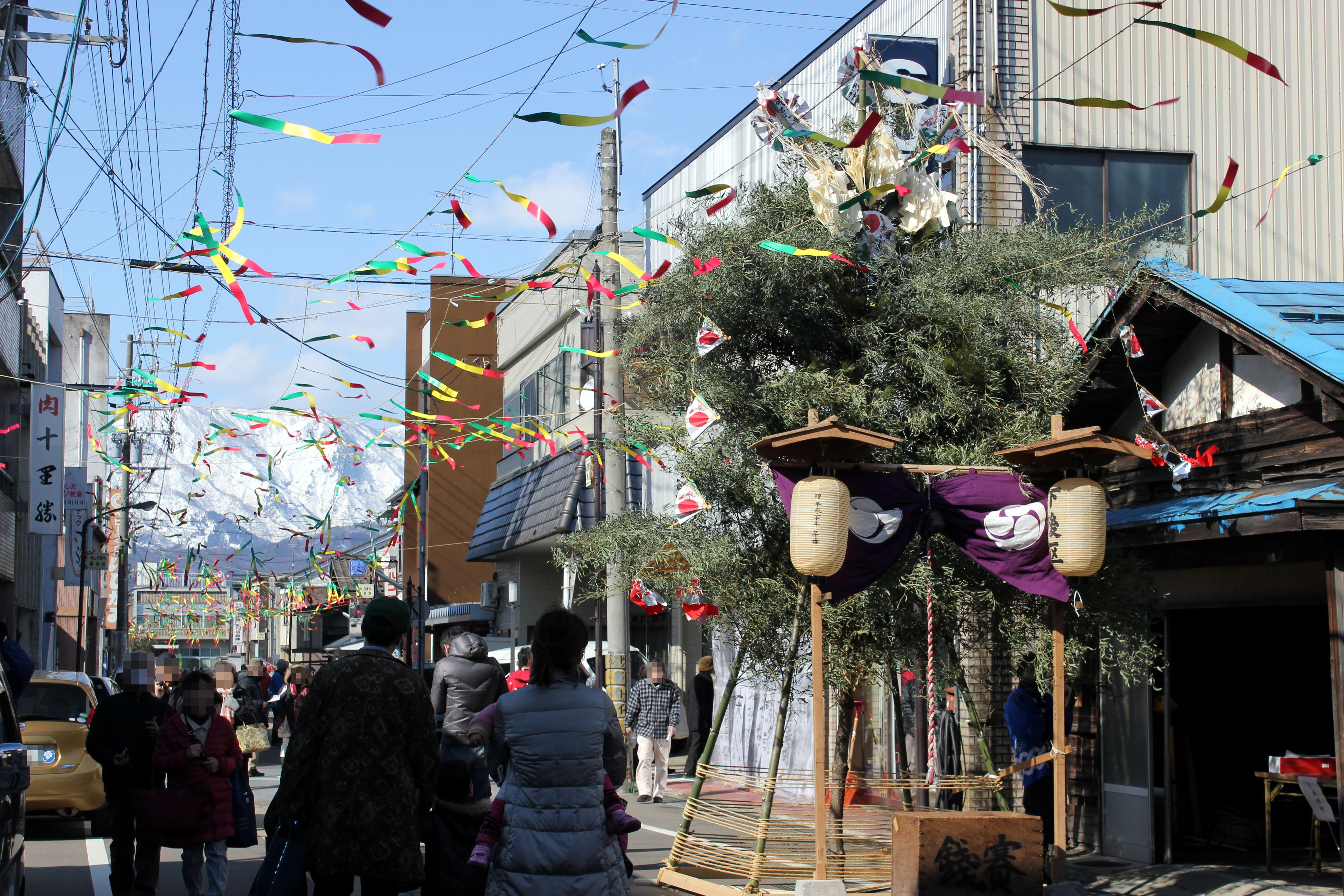
勝山左義長で飾られる色短冊と御神体

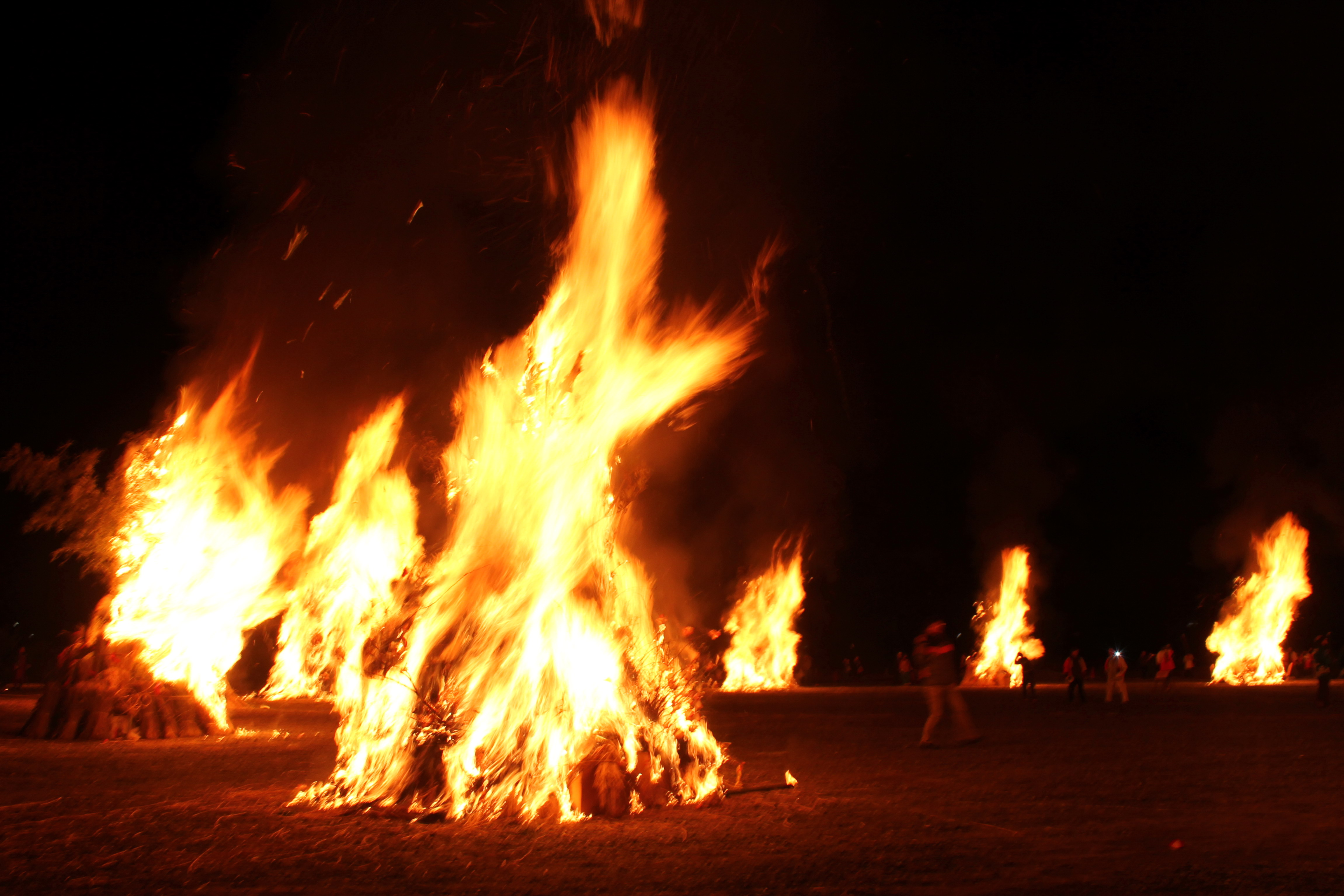
勝山左義長のどんど焼

左義長ばやし
三味線、しの笛、鉦で演奏されるお囃子で、主に、だいづると呼ばれる「蝶よ花よ 花よのねんね まだ乳のむか 乳くびはなせ」という特徴のある囃子唄を歌い、それに合わせて左義長太鼓と呼ばれる太鼓を叩くもの。いわゆる「浮き太鼓」が特徴。太鼓の音が響かない様に、子どもや若者を座らせる。ほかにも、御大典（ごたいてん）、金毘羅舟々（こんぴらふねふね）、四調目（しちょめ）、戦友（せんゆう）などの囃子唄がある。
絵行燈
世相風刺・狂歌・行政・観光・駄洒落を織り交ぜて庶民の願望が行燈に描かれるもの。主に町内の辻や櫓のまわりに掛けられる。櫓の両正面下に掛かる大行燈には、狂歌を主として行政問題や世界の話題、吉祥干支にちなんだ川柳と絵が書かれる。江戸時代より始まり、藩主が「無礼講」として庶民の気持ちを、古川柳や狂歌（滑稽を詠んだ卑俗な短歌）に託すことを許したことが起源。1985年（昭和60年）から絵行燈コンクールが行われている。
赤襦袢
かつては櫓で赤襦袢を着られるのは、一人前の男として認められ、青年会の一員として櫓に上ることを許された証であったため、その名残で現在でも、左義長伝来の一つの儀式として、一部の太鼓を叩く若者は赤襦袢を着ている。
作り物
日常生活用具を素材に選び、その年の干支や吉祥形態にちなんだ作品を、即興で「にわか」的に作り上げるもの。主に昔の農機具や古道具などが使われる。素材や作品からもじった「シャレ」を織り込んだ、書き流し（短歌）が添えられ、一枚には、意義（意味・わけ）を書き、もう一枚には、作品の素材と作り物を洒落言葉で表現する。1952年（昭和27年）から勝山商工会議所主催で作り物コンクールが行われている。
押し絵
綿をつめた布張りの飾り物。過去には女性の花嫁修業として盛んに行われていた。
色短冊
色のついた短冊を祭りを行う地区に飾り付けるもの。1982年（昭和57年）に祭りの1週間前から飾られるようになった。江戸時代から明治の中ごろまでは、二尺程の松の小枝に赤い紙の短冊をくくりつけ、各家々の軒先に飾られるというものだった。現在の短冊は、明治のおわりごろ、五色組飾り纏の色に変えられたと伝えられ、これは1845年（弘化2年）8代藩主小笠原長守のときに青・黄・赤・白・黒の五組に編成された火消の制度に由来する。昭和55年までは地区ごとに色が違っていたが、上袋田と下袋田を除いて緑・黄・赤の短冊になった。下袋田は白・緑・黄・赤、上袋田は白・青・赤となっている。
どんど焼き
各町内にある御神体（松飾り）を弁天河原に集めて一斉に点火するもの。2日目の夜に行われる。1988年（昭和60年）頃から神事としてどんど焼きに御神火送りが行われるようになった。左義長は鎮火祭とも深く関係するため、火祭りもあわせて、神明神社に祀られている火産霊神の御火を「御神火」として頂く。かつてはどんど焼きの翌朝に、後燃やしの残り火で、粥を炊いて家族などに配ったり、炙った餅などを持ち帰って食べたり、灰を体に塗ったりすることで無病息災を願ったといわれる。